# Леон Верт
Ле́он Верт (фр. Léon Werth, 17 лютого 1878 — 13 грудня 1955, Париж) — французький письменник і критик.

## Творчість
Найвідоміші твори це романи «Clavel soldat» (Солдат Клавель) та «Clavel chez les Majors» (Клавель у старійшин), написані у 1917—1918 роках. У цих творах показано рефлексія солдата-інтелігента під час Першої світової війни. Ці твори побудовані як збірки замальовок, об'єднаних сприйняттям головного героя. Інші романи «La Maison Blanche» (Білий дім, 1914), «Yvonne et Pijalbet», «Les amants invisibles» [1926].
Леон Верт був другом Антуана де Сент-Екзюпері, який присвятив йому казку «Маленький принц» (1942).